# McDonald megye
McDonald megye az Amerikai Egyesült Államokban, azon belül Missouri államban található. Megyeszékhelye Pineville, legnagyobb városa Anderson. Lakosainak száma 23 303 fő (2020. április 1.). McDonald megye Newton, Barry, Benton, Delaware és Ottawa megyékkel határos.

## Népesség
A megye népességének változása:
| Lakosok száma | 23 070 | 22 856 | 22 902 | 22 558 | 22 643 | 23 303 |
|               | 2010   | 2011   | 2012   | 2013   | 2015   | 2020   |